# Hagen (Bergen)
Pour les articles homonymes, voir Hagen.
Hagen est un quartier de la commune allemande de Bergen, dans l'arrondissement de Celle, Land de Basse-Saxe.

## Géographie
Hagen se situe dans la lande de Lunebourg.

## Histoire
Hagen est mentionné pour la première fois en 1371 sous le nom de Hagene. 
Contrairement aux villages environnants, la population reste relativement constante au cours des deux derniers siècles. Ce n’est qu’après la Seconde Guerre mondiale que l’afflux de personnes déplacées entraîne une augmentation soudaine du nombre d’habitants. Cependant, il décline les années suivantes pour revenir au niveau d'avant-guerre.
En février 1971, Hagen fusionne avec Bergen.

## Source, notes et références
- (de) Cet article est partiellement ou en totalité issu de l’article de Wikipédia en allemand intitulé « Hagen (Bergen) » (voir la liste des auteurs).